# Марія Антонія Кастро
Марія Антонія Кастро (ісп. María Antonia Castro; 10 червня 1881 року, Андалусія, Іспанія — 16 січня 1996 року, Андалусія, Іспанія) — іспанська супердовгожителька. Вона прожила 114 років і 220 днів і вважалася найстарішою повністю верифікованою людиною в історії Іспанії впродовж 20-ти років (з 1996 року по 2016 рік), доки цей титул не перейшов до Ани Марії Вела Рубіо (116 років і 47 днів). На момент смерті Марія Кастро була п'ятою найстарішою нині живою людиною в світі. Станом на вересень 2018 року вона була другою найстарішою повністю верифікованою іспанкою в історії і входить у список 100 найстаріших людей в історії.